# المدرسة الصاحبية
المدرسة الصاحبة هي مدرسة دينية تعود إلى القرن الثالث عشر وتقع في دمشق، سوريا.